# Becample de les Visayas
El becample de les Visayas (Sarcophanops samarensis) és una espècie d'ocell de la família dels eurilaimids (Eurylaimidae) que habita els boscos de Samar, Leyte i Bohol, a les Filipines.